# مطاعم إيه آند دبليو
مطاعم إيه آند دبليو هي سلسلة مطاعم وجبات سريعة أمريكية تأسست في 1919 وهي متخصصة في الهامبرغر والروت بير. تملك الشركة أكثر من 900 فرع في الولايات المتحدة وأستراليا وجنوب شرق آسيا.